# 永島優美
永島 優美（ながしま ゆうみ、1991年11月23日 - ）は、日本のアナウンサー、元フジテレビアナウンサー。

## 来歴
兵庫県神戸市出身。サッカー選手永島昭浩の娘として生まれる。2歳下の弟がいる。父の仕事の都合で3歳頃から静岡県清水市（現・静岡市清水区）で1年半ほど過ごした。1995年より父がヴィッセル神戸へ移籍することになったため関西に戻る。子供の頃は極度の人見知りで、父の出場するサッカーの試合に連れて行かれるのが嫌で仕方なかったという。その様子を見た母が、性格改善につながることを期待してダンススクールに通わせていた。ただ運動に関しては、本人曰く「走りも遅いし、球技が一番苦手」だった。
神戸市立御影北小学校、啓明学院中学校・高等学校、関西学院大学社会学部社会学科卒業。
大学時代は難波功士教授のゼミに所属し、卒業論文の題目は「テレビと日本語の変遷 ～アナウンサーに求められるもの～」。 学生時代はずっと黒髪だった。学生時代にサーティワンアイスクリーム 、結婚式場での巫女 、テレビ局での事務などのアルバイト歴がある。
2010年8月9日、初代神戸ウエディングクイーンに選出。2011年（大学2年時）に『ミスキャンパス関西学院』のグランプリ。大学在学中の2012年10月6日から2013年3月23日まで、『おはよう朝日土曜日です』（朝日放送）でリポーターを務めた。大学在学中、大阪のアナウンススクール「セイアカデミー」に入学し、1年半アナウンスを学んだ。アナウンサー試験ではテレビ朝日・フジテレビに内定。
2014年4月、フジテレビに入社。同期入社は大村晟（現在ニュース総局スポーツ局所属）。
2016年4月4日から、これまで1年半情報キャスターとして担当してきた『めざましテレビ』のメインキャスターに就任。三宅正治と共同で担当。
2021年3月3日、フジテレビ情報制作局に勤務する1年先輩の男性と結婚。翌4日『めざましテレビ』にて生報告した。2021年3月26日を以て、6年半担当した『めざましテレビ』を卒業。翌週3月29日からは『情報プレゼンター とくダネ!』の後番組、『めざまし8』のメーンキャスター（MC）を俳優の谷原章介と共に担当。なお、『めざましテレビ』には、終盤トークを2022年9月まで出演していた。
2023年1月24日、3月31日の放送を以って、2年間担当・8年半朝の顔として『めざましテレビ』から出演してきた『めざまし8』からの番組卒業が正式発表された。
『めざまし8』卒業後は、フジテレビアナウンサーとして、YouTubeを開設し精力的に動画公開を行なっている。また、父の昭浩ともYouTubeで共演している場面も見られた。
2023年7月20日、第1子妊娠を発表した。12月、産休に入る。
2024年1月12日、自身の公式Instagramにて第1子出産を報告。同日放送の『めざまし8』で性別は女児と報道される。
2025年3月31日付を以て先輩の椿原慶子と共にフジテレビを退職することを明らかにした。退職後はスポーツに関する仕事や、フルーツの魅力を伝える仕事に携わりたいとしている。
2025年5月よりフリー転向初仕事としてTOKYO FMにて新番組『SPORTLIGHT』（スポートライト）のアシスタントを務める。

## 人物
- 身長158 cm[2]。
- 資格：漢字検定2級[4]、英語検定2級、日本語検定3級[4]、秘書技能検定2級[4]、普通自動車免許、果物インストラクター[29][30]、オーガニックフルーツソムリエ[29][30]。
- 特技：ダンス[注釈 1]。チアリーディング[4]。
- 趣味：スポーツ観戦、音楽、映画鑑賞、筋肉トレーニング、仮眠[4][33]。
- モットー：「感謝と笑顔を忘れない」「健康第一」[4]。
- 好きなもの：ジャスミン茶、バニラの香り、トイ・ストーリー、焼肉（タン、ミノ）、冷麺[33]。蕎麦、海老を使った料理[4]。
- 苦手なもの：お化け屋敷、毛虫[33]。ホラー、花粉[4]。
- 短所：心配性なところ[4]。
- 休日の過ごし方：お菓子を食べながら家で映画鑑賞、家族や友人と会う[4]。
- 家族など：父親は元サッカー日本代表でスポーツキャスターの永島昭浩[34]。「優美」と言う名前は、母親が松任谷由実（ユーミン）の大ファンであることから来ている[35]。弟がいる。
- 神戸市立御影北小学校の後輩に、三重県四日市市職員（元岩手めんこいテレビ、テレビ愛知アナウンサー、フリーアナウンサー）の武田知沙がいる[36]。
- 防犯に熱心な性格でもあり、当時『めざまし8』で共演中だった谷原章介が財布を落としたにもかかわらずカードの停止などをしなかったことにあきれた事がある[37]。
- プロ野球選手の佐野恵太は義理の弟にあたる（佐野の妻が永島の夫の妹）[38]。

## 出演番組

### フジテレビ時代
レギュラー出演番組・キャスター名（地上波）
| 2014.9.29              | 2015.3.27 | めざましテレビ 情報キャスター    | めざましテレビ 情報キャスターバイキング 進行1 | めざましテレビ 情報キャスター    | めざましテレビ 情報キャスターめざましテレビアクア お天気キャスターバイキング 進行1 | めざましテレビ 情報キャスターめざましテレビアクア お天気キャスター | （なし） |
| 2015.3.30              | 2015.9.25 | めざましテレビ 情報キャスター    | めざましテレビ 情報キャスター                 | めざましテレビ 情報キャスター    | めざましテレビ 情報キャスターめざましテレビアクア お天気キャスター                 | めざましテレビ 情報キャスターめざましテレビアクア お天気キャスター | （なし） |
| 2015.9.28              | 2016.4.1  | めざましテレビ 情報キャスター    | めざましテレビ 情報キャスター                 | めざましテレビ 情報キャスター    | めざましテレビ 情報キャスター                                                      | めざましテレビ 情報キャスター                                      | （なし） |
| 2016.4.4               | 2021.3.26 | めざましテレビ メインキャスター1 | めざましテレビ メインキャスター1              | めざましテレビ メインキャスター1 | めざましテレビ メインキャスター1                                                   | めざましテレビ メインキャスター1                                   | （なし） |
| 2021.3.29              | 2023.3.31 | めざまし8 メインキャスター       | めざまし8 メインキャスター                    | めざまし8 メインキャスター       | めざまし8 メインキャスター                                                         | めざまし8 メインキャスター                                         | （なし） |
| 2023.4.1               | 現在      | （なし）                         | （なし）                                      | （なし）                         | （なし）                                                                           | （なし）                                                           | （なし） |
| 備考 - 1加藤綾子の後任 |           |                                  |                                               |                                  |                                                                                    |                                                                    |          |

#### フリー転向後
- 『SPORTLIGHT』(TOKYO FM、2025年5月3日 - ）

### その他

#### バラエティ・音楽番組
- ジャンクSPORTS（2018年1月28日 - 2024年2月）- 進行
- 私のバカせまい史（2023年4月20日 - 11月30日） - 研究長助手（進行）
- 人志松本の酒のツマミになる話（2023年7月7日 - 10月20日） - ナレーター
- MONDAY FOOTBALL R（2014年10月13日 - 2016年3月22日） - MC
- ユミパン（2014年10月16日 - 2015年4月3日） - フジテレビ「パン」シリーズ9代目
- 超ハマる!爆笑キャラパレード（2016年4月23日 - 2017年3月25日）- アシスタント
- とんねるずのみなさんのおかげでした
  - （2014年9月4日・25日） - ぶらり途中下車の肉
  - （2016年8月18日） - モジモジくん夏の女子アナ祭り
- キリンチャレンジカップ2014 （2014年9月5日） - MC
- FNS27時間テレビ
  - FNS27時間テレビ めちゃ²ピンチってるッ! 1億2500万人の本気になれなきゃテレビじゃないじゃ〜ん!!（2015年7月25・26日）- インフォメーション担当
  - FNS27時間テレビフェスティバル!（2016年7月23・24日） - 佐野瑞樹・宮司愛海と共に進行
  - FNS27時間テレビ にほんのスポーツは強いっ! （2019年11月3・4日）- 進行
  - FNS27時間TV鬼笑い祭（2023年7月22・23日）- 進行
- FNS歌謡祭（2019年12月4日 - 2024年12月） - 総合司会[注釈 2]
- 男おばさん - CSフジテレビTWOにて同番組に出演
- MUSIC FAIR（2022年4月16日、2022年4月30日） - MC・仲間由紀恵休演時の代理
- 中居正広のプロ野球珍プレー好プレー大賞2022（2022年12月11日） - アシスタント

##### フリー転向後
- 日曜日の初耳学（TBSテレビ、2025年6月8日）

#### テレビドラマ
- ふなっしー探偵（2016年1月7日） - 峯岸京子 役[39]
- 月9ドラマ ラヴソング 第4話（2016年5月2日、フジテレビ） - 大瀬良 役[40]
- 水10ドラマ わたしのお嫁くん 第7話（2023年5月24日、フジテレビ） - セレクトショップの客 役

#### テレビアニメ
- ちびまる子ちゃん（2019年10月13日） - ゆうみちゃん 役[41]

#### ラジオ
- スフィアのオールナイトニッポンR（2015年2月21日、ニッポン放送）[42]

#### その他コンテンツ
- 美学生図鑑

#### YouTubeチャンネル
- FROM NAGASHIMA / 永島優美 Official（2023年4月 - ）